# Smilov (Toužim)
Smilov (deutsch Schmidles) ist eine Siedlung in der Stadt Toužim (Theusing) im Okres Karlovy Vary (Bezirk Karlsbad). Der Ort liegt rund 3 km östlich von Toužim und 500 m östlich von Radyně (Rading). Die Gemarkung umfasst etwa eine Fläche von 3,33 km².

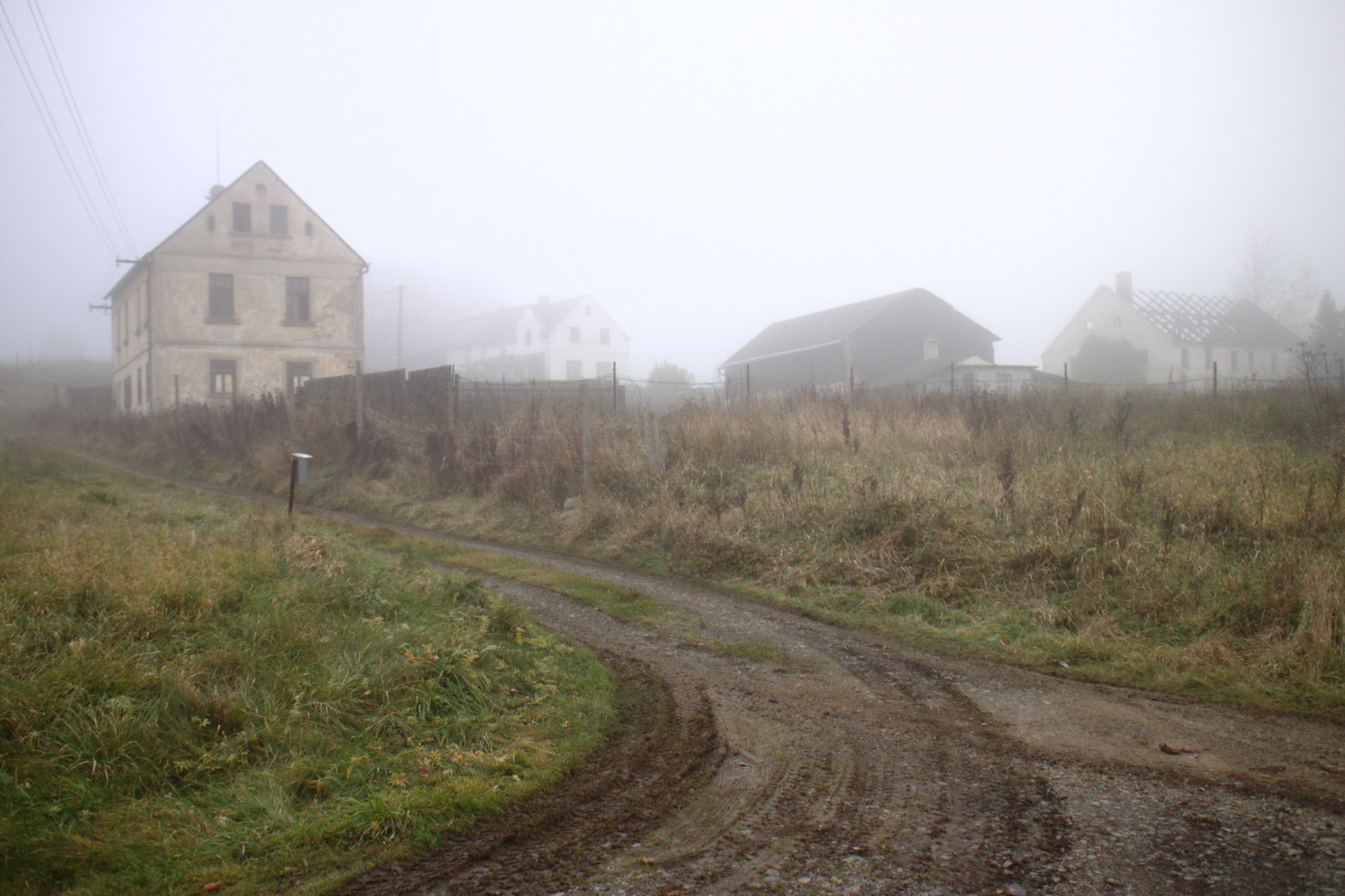
Blick auf den vernebelten Ort

## Geschichte
Erstmals erwähnt wurde Schmidles 1196. Die Einwohnerzahl betrug 2011 17. Die anderen Zahlen stammen von der Internetseite der Stadt.
| Jahr      | 2010 | 2011 | 2015 | 2020 |
| --------- | ---- | ---- | ---- | ---- |
| Einwohner | 16   | 17   | 14   | 13   |
| Häuser    | 20   |      | 20   | 19   |

## Belege
1. ↑  STATISTICKÝ LEXIKON OBCÍ ČESKÉ REPUBLIKY 2013 Podle správního rozdělení k 1. 1. 2013 a výsledků sčítání lidu, domů a bytů  k 26. březnu 2011 Zpracoval Český statistický úřad ve spolupráci s Ministerstvem vnitra ČR. (PDF) 1. Januar 2013, S. 276, abgerufen am 16. März 2024 (tschechisch).
2. ↑  Smilov - Smilov - Oficiální stránky města Toužim. Abgerufen am 19. März 2024.